# Mordovija Arena
Mordovija Arena er et fodboldstadion i Saransk i Rusland. Stadionet blev bygget op til Ruslands værtsskab ved VM i fodbold 2018, og blev indviet samme år. Det er desuden hjemmebane for klubben Mordovija Saransk.
Byggeriet af Mordovija Arena startede i 2010, og blev afsluttet i 2018. Den samlede pris for stadionets etablering var knap 16 milliarder rubler.

## VM i 2018
Som et ud af i alt 12 stadioner blev Mordovija Arena udvalgt som spillested ved VM i fodbold 2018. Det blev besluttet, at stadion skulle lægge græs til fire gruppespilskampe, heriblandt Danmarks åbningskamp ved slutrunden mod Peru.

## Galleri
- Byggeriet af Mordovija Arena i gang (2016)
- Byggeriet af Mordovija Arena i gang (2017)